# عبد الله الأدكاوي
هو عبد الله بن عبد الله بن سلامة الأدكاوي الشافعي، ويُعرف بالمؤذن. وهو متأدب بالأدب المصري، وشاعر يقرض الشعر.

## مولده ونشأته ووفاته
ولد في مدينة إدكو قرب رشيد سنة 1104م - 1184هـ، وتعلم في القاهرة حتى توفي فيها سنة 1692هـ - 1770م.

## مؤلفاته
- بضاعة الأريب من شعر الغريب. توجد منه نسخة في مكتبة الليثي بمركز الصف بمصر، وهي ديوان شعري له بخط ولده أحمد عبد الله أدكاوي.
- الدر الثمين في محاسن التضمين.
- ديوان شعر رتبه على الحروف. وهي 29 قصيدة رتبها على حروف الهجاء في المدائح النبوية، والتزم بخلو كل قصيدة من حرف من حروف المعجم.
- إرشاد الغوي لمعنى اللفظ اللغوي. وهي رسالة بخطه.
- النزعة الزهية بتضمين الرحبية. نقلها من الفرائض إلى الغزل.
- اللآلئ النظيمة من مختارات اليتيمة.
- حسن الدعوة للإجابة إلى القهوة. بخطه في سنة 1176.
- وله مقامات في المجون ونحوه.